# Ân xá Quốc tế
Ân xá Quốc tế, hoặc Tổ chức Ân xá Quốc tế (tiếng Anh: Amnesty International; AI) là một tổ chức phi chính phủ quốc tế, tuyên bố mục tiêu là bảo vệ tất cả quyền con người đã được trịnh trọng nêu ra trong Tuyên ngôn Quốc tế Nhân quyền và các chuẩn mực quốc tế khác. Tổ chức này tuyên bố hoạt động của họ nhằm giải thoát tất cả tù nhân lương tâm; nhằm bảo đảm các tù chính trị được xử công bằng và công khai; nhằm bãi bỏ án tử hình, tra tấn, và các hình thức đối xử khác với tù nhân mà họ cho là tàn bạo; nhằm chấm dứt các vụ ám sát chính trị và mất tích cưỡng bức; hủy bỏ các ý định xấu và chống lại mọi sự vi phạm nhân quyền, bất kể là do chính phủ hay tổ chức khác.

## Lịch sử
Ân xá Quốc tế được ông Peter Benenson, một luật sư người Anh, thành lập năm 1961. Benenson đọc báo và sửng sốt rồi tức giận trước câu chuyện hai sinh viên người Bồ Đào Nha bị xử tù 7 năm vì đã nâng cốc mừng tự do. Benenson liền viết cho David Astor, biên tập viên tờ The Observer, ông này cho đăng bài báo của Benenson nhan đề Những người tù bị bỏ quên ngày 28 tháng 5, kêu gọi độc giả viết thư ủng hộ hai sinh viên. Sự phản hồi thật là dồn dập đến nỗi trong có một năm mà các nhóm viết thư đã được thành lập tại hơn một tá quốc gia, họ viết để bảo vệ những nạn nhân của bất công ở bất cứ đâu. Đến giữa năm 1962, Ân xá Quốc tế đã có các nhóm hoạt động hoặc thành lập ở Đức, Bỉ, Thuỵ Sĩ, Hà Lan, Na Uy, Thuỵ Điển, Ireland, Canada, Tích Lan (nay là Sri Lanka), Hy Lạp, Úc, Hoa Kỳ, New Zealand, Ghana, Israel, México, Argentina, Jamaica, Malaysia, Congo (Brazzaville) (nay là Cộng hoà Congo), Ethiopia, Nigeria, Miến Điện (nay là Myanmar) và Ấn Độ. Cuối năm ấy, Diana Redhouse, một thành viên của một trong các nhóm trên, đã thiết kế biểu tượng của tổ chức là Ngọn nến trong vòng dây kẽm gai.
Trong những năm đầu, Ân xá Quốc tế chỉ tập trung vào các điều 18 và 19 của bản Tuyên ngôn Nhân quyền — 2 điều liên quan đến tù chính trị. Tuy nhiên, với thời gian, tổ chức đã mở rộng sứ mạng để hoạt động vì những nạn nhân của các hình thức vi phạm nhân quyền khác, không chỉ vì những tù nhân lương tâm. Riêng trong năm 2000, Ân xá Quốc tế đã hoạt động nhân danh 3685 cá nhân, và đã cải thiện được điều kiện của tù nhân trong hơn một phần 3 số trường hợp. Ngày nay có hơn 7500 nhóm Ân xá Quốc tế với khoảng 1 triệu thành viên hoạt động ở 162 quốc gia và vùng lãnh thổ. Từ khi thành lập, Ân xá Quốc tế đã bảo vệ hơn 44600 tù nhân ở hàng trăm quốc gia.
Năm 1977, Ân xá Quốc tế được trao tặng Giải Nobel Hòa bình vì những hoạt động bảo vệ nhân quyền trên khắp thế giới.

## Mục tiêu và chiến lược
Ân xá Quốc tế nhằm mục đích củng cố mọi quyền căn bản của con người như đã nêu trong bản Tuyên ngôn Quốc tế Nhân quyền của Liên hiệp quốc. Với niềm tin đó, Ân xá hoạt động để:
- Giải phóng mọi tù nhân lương tâm (prisoner of conscience, khái niệm này dùng để chỉ một người bị tù vì thực hành niềm tin của họ một cách hoà bình, hơi khác với cách hiểu thông thường về tù chính trị);
- Bảo đảm các phiên toà diễn ra công khai và công bằng;
- Bãi bỏ tử hình và mọi hình thức tra tấn và đối xử tàn bạo với tù nhân;
- Chấm dứt những sự khủng bố, giết chóc và mất tích được nhà nước bật đèn xanh;
- Giúp đỡ những người tìm chỗ nương náu chính trị;
- Hợp tác với các tổ chức cùng mục đích chấm dứt vi phạm nhân quyền;
- Nâng cao cảnh giác về mọi sự vi phạm nhân quyền trên toàn thế giới.

## Quan hệ với Việt Nam
Việt Nam đã mở cuộc đối thoại với Ân xá Quốc tế (Amnesty International), cho một nhóm các nhà bảo vệ nhân quyền thuộc tổ chức này gặp gỡ các nhà đối lập trọng yếu và các giới chức chính quyền trong những cuộc tiếp xúc diễn ra lần đầu tiên kể từ khi chấm dứt cuộc chiến Việt Nam. Chuyến đi sang Việt Nam của tổ chức này kéo dài 6 ngày, chấm dứt vào ngày 02 tháng 3 năm 2013. Trong Phúc trình thường niên về nhân quyền Việt Nam năm 2012, tổ chức này cho rằng: Việt Nam vẫn tiếp tục cấm đoán nghiêm ngặt quyền tự do bày tỏ quan điểm của công dân. Việt Nam vẫn đàn áp mạnh tay những người "bất đồng chính kiến" dám chỉ trích các chính sách của nhà nước và các đối tượng dễ bị đàn áp nhất là những "nhà hoạt động dân chủ", kêu gọi cải cách, hoặc phản đối các chính sách về môi trường, đất đai, quyền lao động, và quyền tự do tôn giáo. Bà Janice Beanland, chuyên trách vận động về tình hình nhân quyền Việt Nam, phát biểu với VOA Việt ngữ: "Nói về tình hình nhân quyền Việt Nam trong năm qua, nổi bật nhất là tình trạng tiếp tục đàn áp quyền tự do bày tỏ quan điểm của công dân, tiếp tục bỏ tù những người có quan điểm khác biệt với chính quyền, những nhà hoạt động xã hội về quyền đất đai hay quyền của công nhân. Không có dấu hiệu nào cho thấy chính quyền Hà Nội sẽ thay đổi xu hướng này. Tình hình nhân quyền Việt Nam càng lúc lại càng tồi tệ đi trong những năm gần đây.".

## Chỉ trích
Các chỉ trích tổ chức Ân xá Quốc tế có thể được phân thành hai loại chính: các cáo buộc về thiên vị trong chọn lựa và các cáo buộc về thiên vị có liên quan đến hệ tư tưởng. Trong các chỉ trích thuộc loại thứ hai, nhiều chính phủ, trong đó có Trung Quốc, Congo Kinshasa, Israel, Nga, Hàn Quốc, Mỹ, và Việt Nam đã phản đối Ân xá Quốc tế về những báo cáo mà các chính phủ này khẳng định là một chiều, hay vì Ân xá Quốc tế đã không coi các mối đe dọa an ninh là một nhân tố cần xem xét. Các công ty cũng tham gia chỉ trích, trong đó có hãng Total. . Năm 2016, Bộ Ngoại giao Thái Lan đã có phản ứng về Báo cáo tình hình nhân quyền thế giới 2015-2016 của Tổ chức Ân xá Quốc tế (AI), trong đó khẳng định đây là một báo cáo "không cân bằng" và "không xét đến bối cảnh đặc biệt" của tình hình nước này. Bộ ngoại giao Thái Lan cho rằng báo cáo đã "phớt lờ các thách thức dai dẳng mà Thái Lan đang đối mặt, đó là nhu cầu cần phải có sự cân bằng giữa quyền tự do tụ tập và tự do bày tỏ quan điểm trong khi phải ngăn chặn các xung đột chính trị tái diễn.".

### Những bài phê bình
- Jonathan V. Last, Calling It Like They See It Lưu trữ ngày 21 tháng 4 năm 2008 tại Wayback Machine, FrontPageMagazine, ngày 3 tháng 4 năm 2003. Alleges AI has anti-American/Israel bias.
- Christopher Archangelli, Amnesty for Iraq[liên kết hỏng], FrontPageMagazine, ngày 24 tháng 4 năm 2003. Allages AI has anti-American bias regarding Iraq.
- NGO Monitor Criticisms of Amnesty International Lưu trữ ngày 18 tháng 7 năm 2007 tại Wayback Machine – Points to a running list of criticism of various NGOs, AI in particular.
- Michael Mandel, How America Gets Away With Murder: Illegal Wars, Collateral Damage and Crimes Against Humanity, Pluto Press 2004. Alleges AI is selective in defending "human rights", in particular, regarding the US-Iraq war 2003, and the War in the Balkans.
- Paul de Rooij, AI: Say It Isn't So Lưu trữ ngày 31 tháng 3 năm 2005 tại Wayback Machine, CounterPunch, Oct. 31, 2002.
- Paul de Rooij, AI: The Case of a Rape Foretold Lưu trữ ngày 3 tháng 4 năm 2005 tại Wayback Machine, CounterPunch, Nov. 26, 2003.
- Paul de Rooij, AI: A false beacon? Lưu trữ ngày 11 tháng 6 năm 2005 tại Wayback Machine, CounterPunch, Oct. 13, 2004. Contains a reading list.